# Волгоград II
Волгогра́д II — железнодорожная станция Волгоградского отделения Приволжской железной дороги, один из вокзалов Волгограда.
Расположен на территории Ворошиловского района по адресу: улица Милиционера Буханцева, 15. Обслуживает как пригородные поезда, так и поезда дальнего следования.

## История
Станция была создана как конечная на построенной в 1899 году линии Тихорецкая — Царицын Владикавказской железной дороги.
В 1952 году в линейном отделе железнодорожной милиции было совершено нападение на милиционеров П. С. Буханцева и Н. П. Матрохина.
В 2009 году оборудована турникетами.

## Галерея

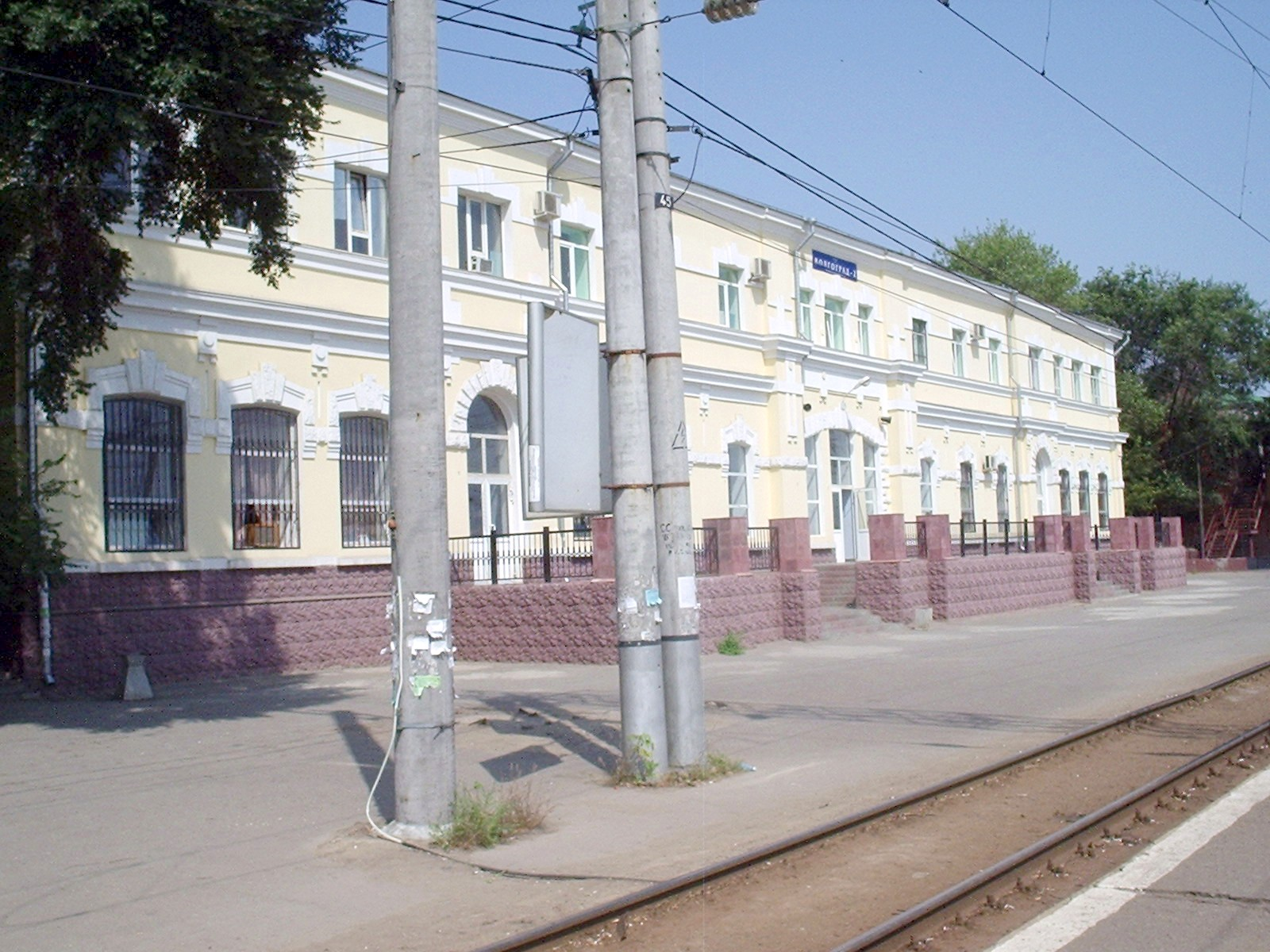
Вокзал на станции Волгоград II. 2006 год
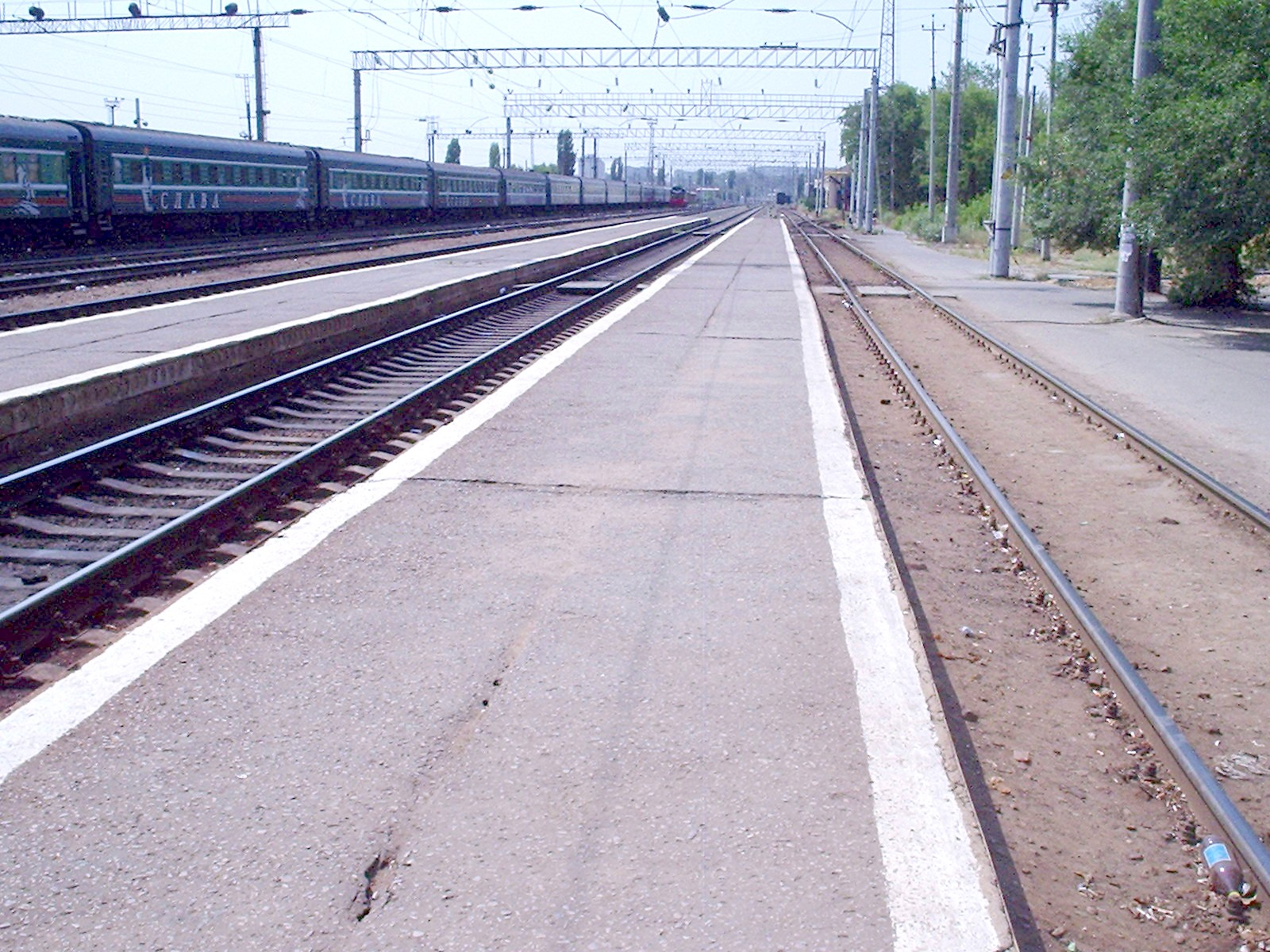
Пути станции Волгоград II. Вид в южном направлении. 2006 год
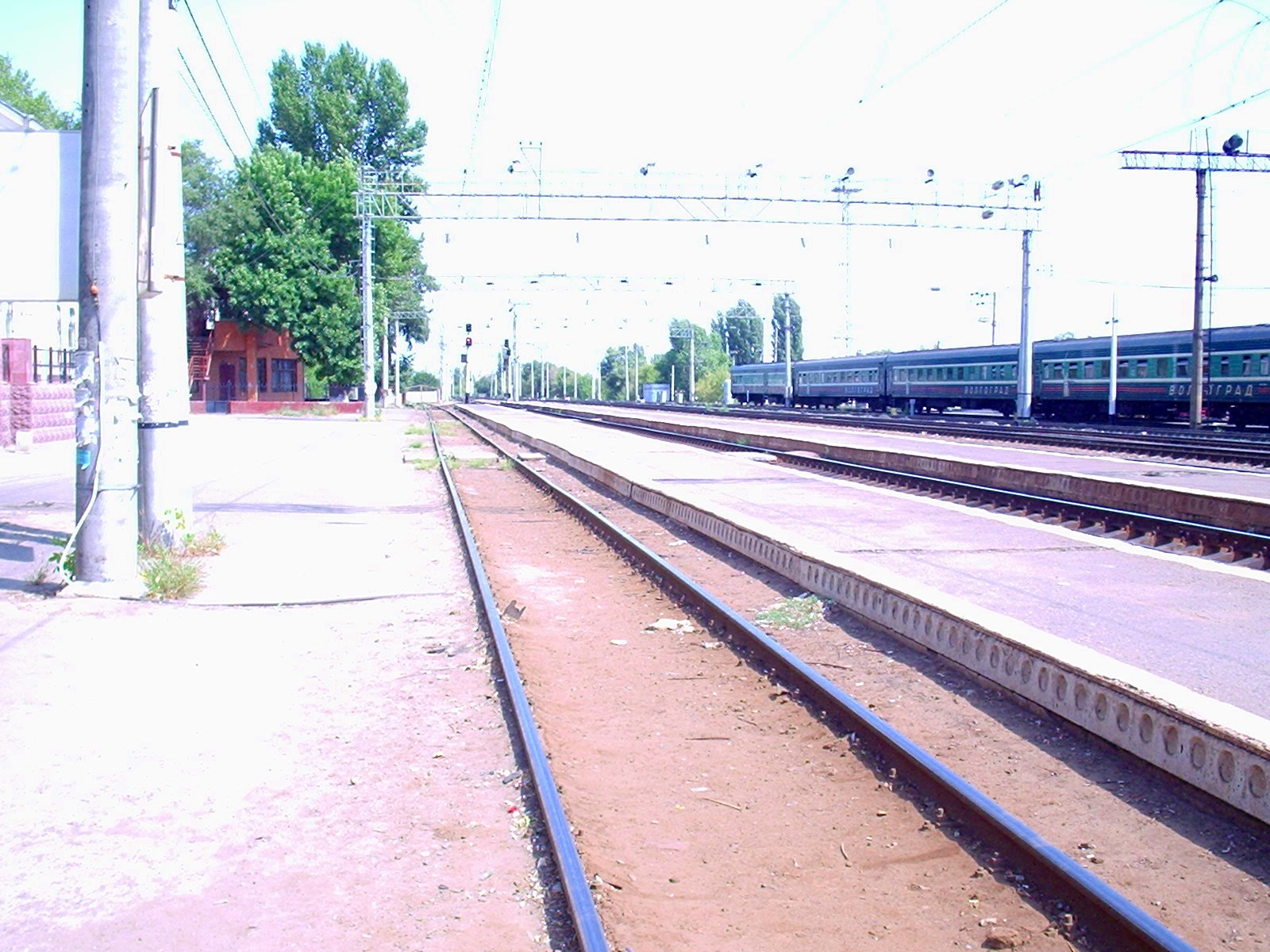
Пути станции Волгоград II. Вид в северном направлении. 2006 год